# Tức Đồng
Chòm sao Tức Đồng 喞筒 hay Máy Bơm (tiếng Latinh: Antlia để chỉ máy bơm) là một tên gọi tương đối mới cho chòm sao do nó mới chỉ được đặt tên trong thế kỷ 18, do nó quá mờ để có thể nhận biết được đối với các nhà thiên văn học cổ đại (đặc biệt là người Hy Lạp). IAU đã công nhận nó như là một trong 88 chòm sao hiện đại. Nằm ở bầu trời được quan sát từ bán cầu bắc, Tức Đồng được bao quanh bởi chòm sao Trường Xà (Rắn biển/Hydra), chòm sao La Bàn (Pyxis), Thuyền Phàm (Cánh buồm của con thuyền thần thoại Argo/Vela) và cuối cùng là chòm sao Bán Nhân Mã (Centaurus).

## Các đặc trưng nổi bật
Tức Đồng là một chòm sao mờ không có các sao sáng. Các sao ít mờ nhất của nó bao gồm:
- α Ant: là ngôi sao chủ yếu của chòm sao nhưng độ sáng biểu kiến của nó chỉ có 4,25. Lớp quang phổ của nó là K4 III

## Các thiên thể bầu trời sâu thẳm
- NGC 2997: Thiên hà xoắn ốc dạng Sc nằm nghiêng 45° so với hướng nhìn thông thường của con người.
- NGC 3132: Đây là một tinh vân còn được gọi là tinh vân Eight Burst hay tinh vân Nhẫn phương Nam. Tại khu vực tâm của nó là một hệ thống sao đôi.
- PGC 29194: Đây là thiên hà lùn dạng phỏng cầu với độ sáng biểu kiến chỉ có 14,8m cũng thuộc về Nhóm các thiên hà địa phương.

## Lịch sử
Nhà thiên văn học người Pháp Abbé Nicolas Louis de Lacaille đã đặt tên thêm cho 13 chòm sao đối với khu vực bầu trời phía nam để điền cho đủ các khu vực ít sao, trong đó có Tức Đồng. Nguyên thủy nó được đặt tên là Antlia pneumatica (tiếng Latinh để chỉ cái bơm không khí được Robert Boyle phát minh), điều này giải thích tại sao trong một số ngôn ngữ khác như tiếng Anh chẳng hạn, thông thường người ta gọi nó là bơm không khí.
Một điều thú vị là chưa có người nào có ý định đặt danh pháp Bayer phù hợp với độ sáng biểu kiến của chúng.
Không có truyện thần thoại nào gắn với Tức Đồng do Lacaille đã không tuân theo truyền thống lấy tên gọi từ các truyện thần thoại cho các chòm sao mới này và thay vào đó, chủ yếu lấy các tên gọi của các thiết bị hay công cụ sử dụng trong khoa học.

## Các sao chủ yếu và tên gọi
| Danh pháp Bayer | Các tên gọi     | Độ sáng biểu kiến | Khoảng cách | Ghi chú                                       |
| --------------- | --------------- | ----------------- | ----------- | --------------------------------------------- |
| α               | Alpha Antliae   | 4,28              | 366         |                                               |
| ε               | Epsilon Antliae | 4,51              | 700         |                                               |
| ι               | Iota Antliae    | 4,60              | 199         |                                               |
| θ               | Theta Antliae   | 4,78              | 384         |                                               |
| η               | Eta Antliae     | 5,23              | 106         |                                               |
|                 | U Antliae       | 5,50              | 840         | - sao cacbon                                  |
| δ               | Delta Antliae   | 5,57              | 481         |                                               |
| ζ¹              | Zeta-1 Antliae  | 5,75              | 372         | - sao đôi; các độ sáng thành phần: 6,18, 7,00 |
| ζ²              | Zeta-2 Antliae  | 5,91              | 374         |                                               |
|                 | HD 93083        | 8,33              | 94,2        | - có hành tinh                                |

Nguồn: The Bright Star Catalogue, tái bản lần thứ 5., The Hipparcos Catalogue, ESA SP-1200